# Mochokus brevis
Mochokus brevis és una espècie de peix de la família dels mochòkids i de l'ordre dels siluriformes.

## Morfologia
- Els mascles poden assolir 3,1 cm de longitud total.[1][2]

## Reproducció
És ovípar.

## Hàbitat
És un peix d'aigua dolça i de clima tropical (22 °C-28 °C).

## Distribució geogràfica
Es troba a Àfrica: conques del riu Nil i del llac Txad.